# Schatten der Lust
Schatten der Lust ist ein deutscher Aufklärungsfilm über BDSM aus dem Jahr 2017. Regie führte der Noir-Regisseur Allegro Swing, der auch das Drehbuch schrieb und als Filmeditor tätig war. Der Film wurde im DACADA-Media Film-Studio in Düren (Nordrhein-Westfalen) produziert.

## Handlung
Schatten der Lust besteht aus drei Episoden, die die verschiedenen sexuellen Fantasien von Paaren im Kontext der Popularität von Fifty Shades of Grey darstellen: 
- Marina und Jürgen (Maledom)
- Püppy und Bodo (Switch)
- Bonny und Daryl (Hogtie)

Diese Praktiken werden von Lady Devil, einer beratenden Figur, vermittelt, die als Expertin in BDSM fungiert.

## Stilistik
Allegro Swing erschafft eine dichte Atmosphäre mit überzeichneten Charakteren. Der Film verwendet eine Kombination aus dokumentarischen und fiktionalen Elementen und nähert sich dem BDSM-Thema in einer essayistischen Herangehensweise.

## Auswertung
Die FSK 16 Version wurde am 17. Dezember 2017 als DVD unter anderem bei Weltbild veröffentlicht. Seit 2018 ist der Film auch auf Erotic Lounge (Magenta TV) verfügbar. Eine erweiterte 102-minütige Adult-Version mit dem Titel Lust an Unterwerfung ist bei Blue Movie (Sky) erhältlich.